# Franz-Josef Hanke
Franz-Josef Hanke (* 26. März 1955 in Bonn) ist ein deutscher Journalist und Bürgerrechtler. Von 1982 bis 1984 gehörte er dem Landesvorstand der Grünen Hessen an.

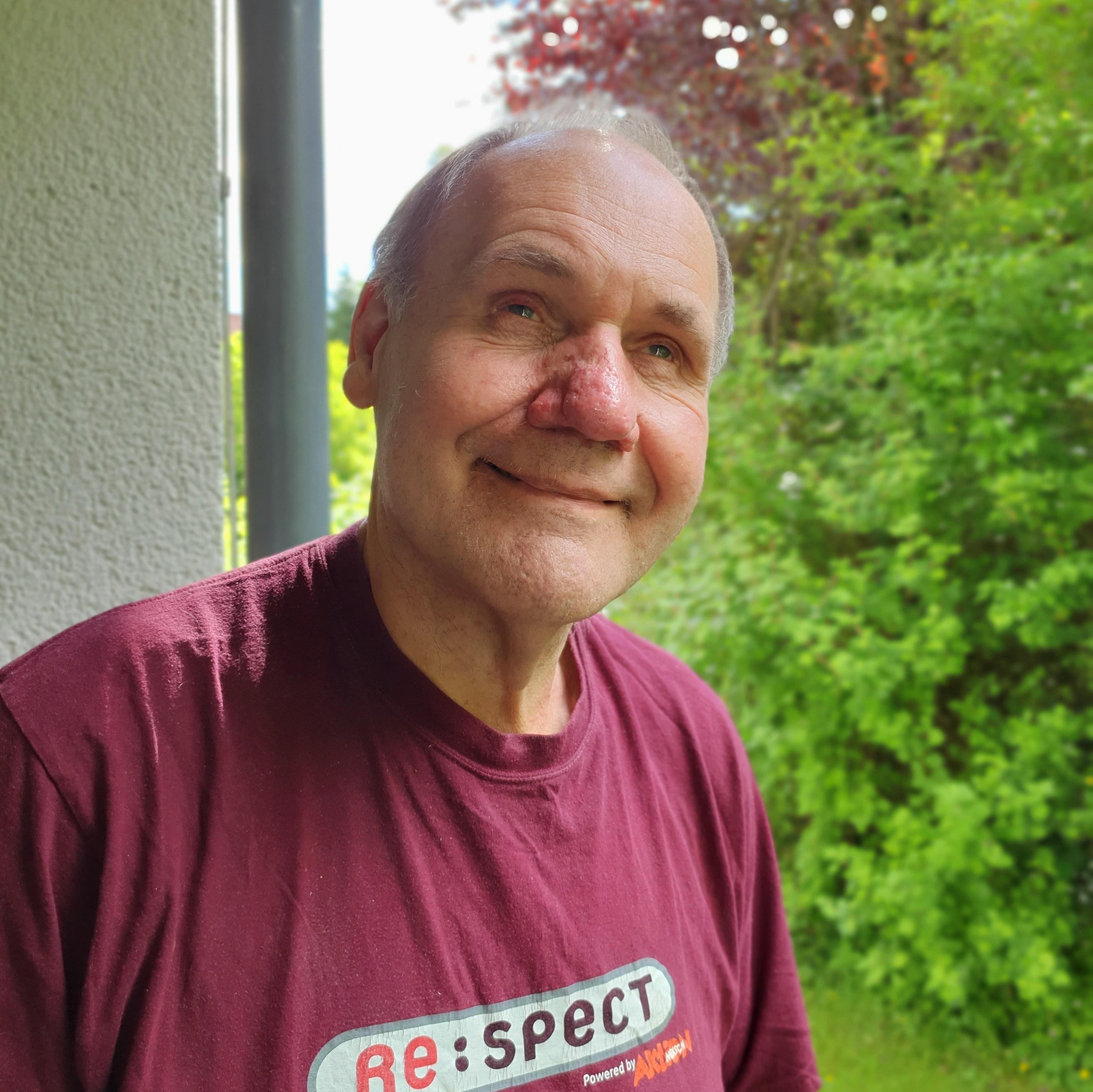
Franz-Josef Hanke auf seinem Balkon in Marburg im Sommer 2022.

## Leben
1980 gehörte er zu den Gründern des Friedensreferats im von der GBAL (Grün-Bunt-Alternative Liste) und Juso-Hochschulgruppe gestellten AStA der Philipps-Universität Marburg, dessen erster Referent er dann wurde.
1982 bis 1984 gehörte Hanke dem Landesvorstand der Grünen Hessen an und war zeitweilig auch Landesvorsitzender. Aus Protest gegen die erfolgreiche Kandidatur von Joschka Fischer auf der Landesliste zum Deutschen Bundestag trat er vom Sprecheramt zurück. 1984 war er an der Vorbereitung und Durchführung von Aktionen der Friedensbewegung zum Fulda Gap beteiligt. Seit 1986 leitet er den Ortsverband Marburg der Bürgerrechtsorganisation Humanistische Union. Zeitweilig war er auch im Bundesvorstand der HU. Außerdem ist er Mitbegründer der bundesweiten HU-Arbeitskreise „Soziale Grundrechte“ (AKSG) und „Psychiatrie“. 2016 gehörte er zur Vorbereitungsgruppe des Geheimdiensttribunals „Geheimdienste vor Gericht“.
Im Herbst 1986 begann er eine journalistische Tätigkeit bei der späteren Zwei-Wochen-Schrift „Marburger Rundblick“. Gleichzeitig arbeitete er als freier Journalist für Hörfunkredaktionen beim Hessischen Rundfunk in Frankfurt. Insbesondere war er tätig für den Wirtschaftsfunk, die Umweltredaktion und die Verkehrsredaktion.
Weiterhin arbeitete er für Zeitungen wie den Gießener Anzeiger, die Badische Zeitung und die Ärztezeitung sowie für Zeitschriften wie „Selbsthilfe“, „Die Gegenwart“ und vereinzelt für den Stern und den Spiegel. Zudem hat er Sachbücher verfasst wie „600 Jahre Markt Pilsting - von der Isaria-Sämaschine zum Neoplan-Bus“ (1988), gemeinsam mit Dirk Dannenfeld „Mit Hafer, Strom und Diesel - 100 Jahre Nahverkehr in Marburg vom Pferdebus zum Niederflurgelenkbus“ (1999) sowie „Wir vom Jahrgang 1955 - unsere Kindheit und Jugend“ (2005). Im März 2000 gründete er die Online-Zeitung marburgnews.
Im März 2013 gründete er die Online Zeitung leichte-news.de. In dieser Online-Zeitung wird zu regionalen Themen aus Marburg in Leichter Sprache berichtet. Seit März 2013 betreibt er sein eigenes Blog.
1988 war er Mitbegründer der Fachgruppe Medien im Deutschen Verein der Blinden und Sehbehinderten in Studium und Beruf. Er war Mitglied im Bundesvorstand der Deutschen Journalisten-Union, im Landesvorstand des Verkehrsclubs Deutschland und Gründungsmitglied der Omnibusfreunde Marburg. 1998 hat er den Arbeitskreis Barrierefreies Internet (AKBI) gegründet. Den AKBI vertrat er im Fachlichen Beirat des BIENE-Wettbewerbs der Aktion Mensch. Außerdem gehörte er dem Beirat des Familienratgebers der Aktion Mensch an. Für sein Engagement wurde Hanke am 15. Juni 2005 das Bundesverdienstkreuz am Bande verliehen.
Mit Matthias Schulz und Jochen Schäfer gründete Hanke im März 2012 die Kabarettgruppe Durchblicker.
Hanke war einer der erfolgreichen Beschwerdeführer gegen das Hessische Gesetz zur Öffentlichen Sicherheit und Ordnung am 16. Februar 2023 vor dem Bundesverfassungsgericht.